# Dikelocephalidae
A Dikelocephalidae a háromkaréjú ősrákok (Trilobita) osztályának az Asaphida rendjéhez, ezen belül a Dikelokephaloidea öregcsaládjához tartozó család.

## Rendszerezés
A családba az alábbi nemek tartoznak:
- Berkeia
- Blandicephalus
- Briscoia
- Camaraspoides
- Dikelocephalus
- Elkia
- Goumenzia
- Hoytaspis
- Iranella
- Kasachstanaspis
- Monocheilus
- Olimus
- Osceolia
- Parabriscoia
- Patalolaspis
- Princetonella
- Pterocephalops
- Randicephalus
- Stigmacephalus
- Walcottaspis